# (2657) Bashkiria
(2657) Bashkiria ist ein Asteroid des Hauptgürtels, der am 23. September 1979 vom russischen Astronomen Nikolai Stepanowitsch Tschernych am Krim-Observatorium in Nautschnyj (IAU-Code 095) entdeckt wurde.
Der Asteroid gehört zur Themis-Familie, einer Gruppe von Asteroiden, die nach (24) Themis benannt wurde.
(2657) Bashkiria wurde nach Baschkortostan benannt, einem Staat im östlichen Teil des europäischen Russlands, der früher als Baschkirien bekannt war.